# Округ Бобрка
Округ Бобрка (нем. Bezirk Bóbrka, Бубрецкий уезд, пол. Powiat bóbrecki, Бобрский уезд, укр. Бібрський повіт) — административная единица коронной земли Королевства Галиции и Лодомерии в составе Австро-Венгрии, существовавшая в 1867—1918 годах. Административный центр — Бобрка.
Площадь округа в 1879 году составляла 9,9958 квадратных миль (575,16 км2), а население 56 561 человек. Округ насчитывал 94 населённых пунктов, организованные в 83 кадастровых муниципалитета. На территории округа действовало 2 районных суда — в Бобрке и Ходорове.
После Первой мировой войны округ вместе со всей Галицией отошёл к Польше.